# Лебедев, Александр Николаевич (гребец)
Александр Николаевич Лебедев (10 октября 1984) — российский гребец.

## Карьера
Вице-чемпион Европы 2008 года в соревнования восьмёрок.
Участник чемпионата мира 2009 года — 10 место.